# أنديرس بيورنستاد
أنديرس بيورنستاد (بالنرويجية البوكمول: Anders Bjørnstad)‏ هو بواق نرويجي، ولد في 19 أغسطس 1947.